# Pleret (onderdistrict)

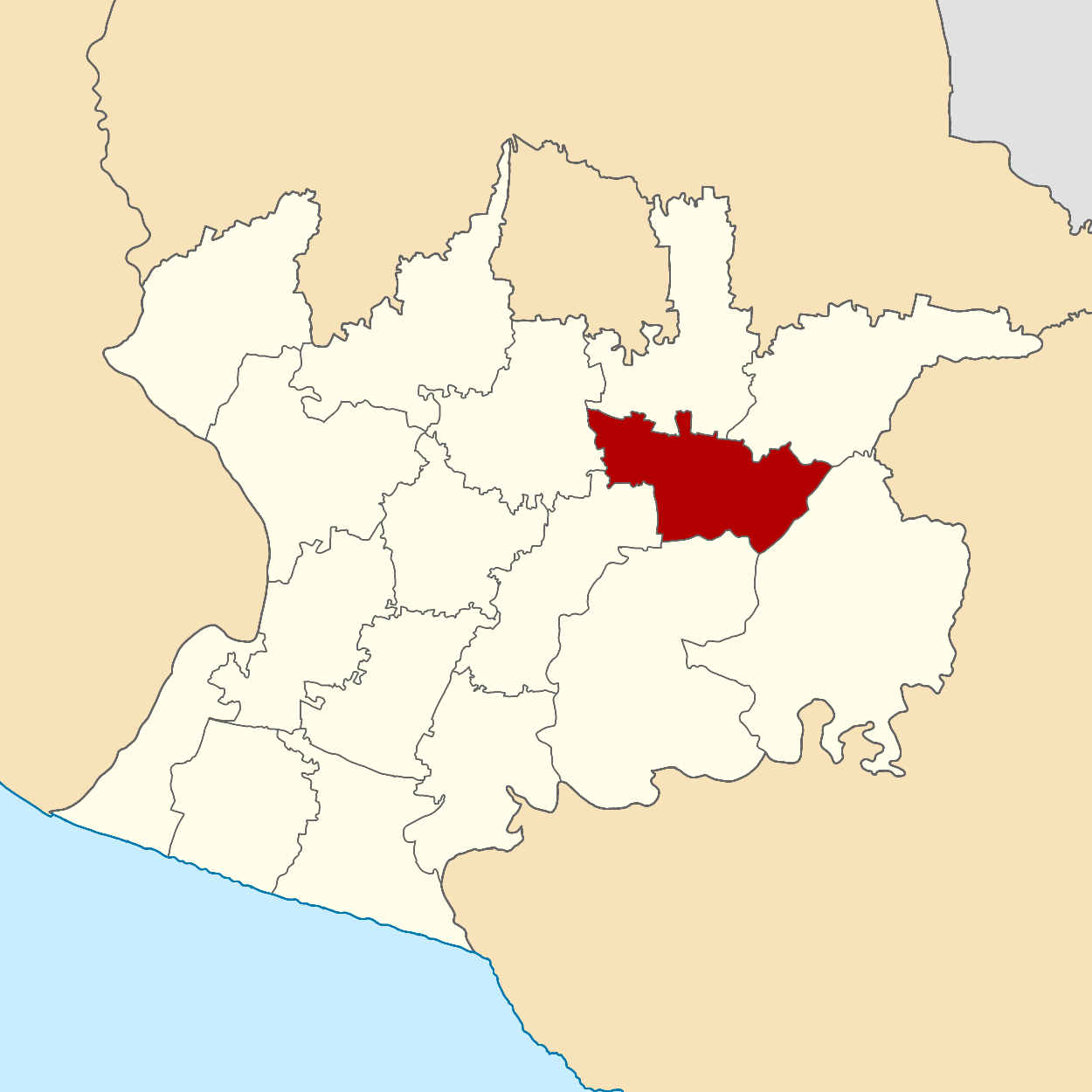
Pleret kaart

Pleret is een onderdistrict in het bestuurlijke gebied van Jogjakarta in Indonesië. Het ligt op ongeveer 13 km van de hoofdstad van Bantul. Deze wijk is verdeeld in vijf dorpen en 47 gehuchten. Het merendeel van de bevolking werkt in de landbouw. Bij een aardbeving in Jogjakarta op 27 mei 2006 kwamen 684 inwoners om het leven (gegevens 5 maart 2006) en was daarmee een van de meest getroffen wijken van Bantul.

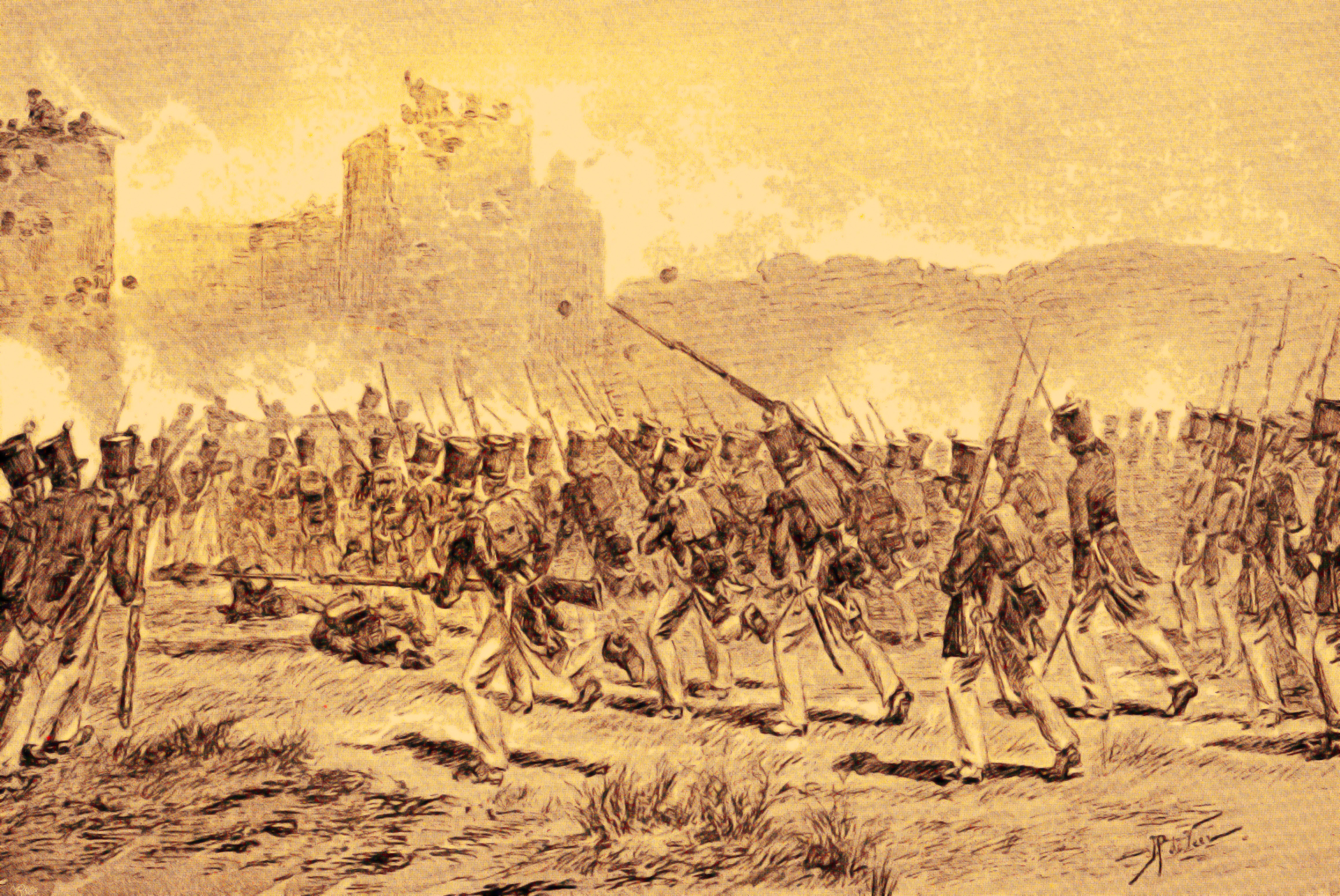
Bestorming van Pleret)

Er zijn 5 dorpen in Pleret:
- Wonelolo
- Bawuran
- Pleret
- Wonokromo
- Segoroyoso

## Geschiedenis
In 1647 liet zijne majesteit Amangkoerat van Mataram een nieuw paleis bouwen in Plered en verhuisde uit het oude paleis in Karta, dat was gebouwd door sultan Agung tussen 1614 en 1622